# Asura fulguritis
Asura fulguritis är en fjärilsart som beskrevs av George Francis Hampson 1900. Asura fulguritis ingår i släktet Asura och familjen björnspinnare. Inga underarter finns listade i Catalogue of Life.